# Slaget om Madagaskar
|  | For søslaget i 1811, se Slaget ved Tamatave. |
Slaget om Madagaskar (eller Operation Ironclad) var de allieredes forsøg på at erobre det Vichy-fransk kontrollerede Madagaskar under 2. verdenskrig. Slaget begyndte den 5. maj 1942. Kampene varede helt indtil 6. november.

## Baggrund
I starten af 1942 mente de allierede ledere, at havnene på Madagaskar måske ville blive brugt af Japan, en idé den tyske Kriegsmarine også havde. Efter Japans erobring af Sydøstasien (øst for Burma ved slutningen af februar 1942) begyndte den japanske øverstestab at overveje at rykke vestpå. Ubåde fra den Kejserlige japanske flåde kunne bevæge sig frit omkring i det Indiske Ocean. I marts 1942 deltog japanske hangarskibe i Angrebet i det Indiske ocean. Dette raid drev den britiske Eastern Fleet ud af det nordøstlige Indiske Ocean, og briterne blev tvunget til at flytte deres base ved Kilindini (ved Mombasa) i Kenya.
Flytningen lagde den britiske flåde åben for angreb. De japanske flådestyrkers mulighed for at bruge fremskudte baser på Madagaskar skulle blokeres. Mulighederne for brug af disse faciliteter truede især allierede handelsruter, forsyningsruter til den britiske Eighth Army og også Eastern Fleet.
Japanske ubåde havde længere rækkevidde end på noget andet tidspunkt — mere end 16.000 km i nogle tilfælde. Hvis disse ubåde var i stand til at udnytte baser på Madagaskar, ville de allierede kommunikationslinjer blive berørt over et område, der strækker sig fra Stillehavet og Australien til Mellemøsten og Sydatlanten.

## Operation Ironclad
Allierede ledere valgte et amfibieangreb mod Madagaskar. Planen blev kendt som Operation Ironclad, og de allierede styrker bestod i første omgang af British Army og Royal Navy, der var ledet af generalmajor Robert Sturges fra Royal Marines. Den allierede flådestyrke bestod af over 50 fartøjer, taget fra Force H, den britiske Home Fleet og den britiske Eastern Fleet, ledet af kontreadmiral Edward Neville Syfret. Flåde inkluderede HMS Illustrious, hende søster skib HMS Indomitable og det aldrende slagskib HMS Ramillies til at dække landgangen.

### Landgangen
Efter flere rekognosceringsmissioner foretaget af det Sydafrikanske luftvåben (SAAF) blev den britiske 5th Infantry Divisions 17th Infantry Brigade Group og 13th Infantry Brigade, ligesom den britiske 29th Infantry Brigade, og 5 Commando, Royal Marines, sat i land af landgangsfartøjer ved Courrier bugt og Ambararata bugt, lige vest for den store havn Diego Suarez (senere kendt som Antsiranana), på det nordlige punkt af Madagaskar. Et lignende angreb blev udført i øst. Luftstøtte blev hovedsageligt udført af Fairey Albacores, Grumman Martlets og Fairey Swordfish fra Fleet Air Arm, der angreb Vichyfransk skibsfart. Et lille antal SAAF-fly hjalp.
De forsvarende Vichyfranske styrker blev ledet af Generalguvernør Armand Léon Annet. Under sig havde han omkring 8.000 mand, hvoraf omkring 6.000 var madagaskere. En stor del var senegalesere. Mellem 1.500 og 3.000 Vichy-tropper blev koncentratet omring Diego Suarez. Men flåde- og luftforvaret var relativt let. Det bestod af: otte kystbatterier, to armerede handelsskibe, to sloop, fem ubåde, 17 Morane-Saulnier 406-jagere og 10 Potez 63-bombere.
Efter hårde kampe, overgav Diego Suarez sig den 7. maj, selvom nogle Vichy-styrker trak sig tilbage mod syd.
De japanske ubåde I-10, I-16 og I-20 ankom tre uger senere den 29. maj. I-10's rekognosceringsfly opdagede Ramillies ved anker i Diego Suarez havn, men flyene blev også set, og Ramillies ændrede hendes kaj. I-20 og I-16 søsatte to dværgubåde. Det lykkes en af dem at gå ind i havnen og affyrer to torpedoer mens af være under dybdebombe angreb fra to korvetter. En torpedo beskadede stærk Ramillies, mens den anden sænkede en olietanker (British Loyalty, senere gensøsat). Ramillies blev senere repareret i Durban og Plymouth.
Besætningen på en af ubådene, løjtnant Saburo Akieda og underofficer Masami Takemoto, landede deres ubåd (M-20b) ved Nosy Antalikely og gik ind i landet ved deres opsamlingssted nær Cape Amber. De blev opdaget, da de tog mad i en landsby og blev begge dræbt i kamp mod Royal Marines tre dage senere. Den anden dværgubåd forsvandt på havet og ligene af en af besætningsmedlemmerne blev skyllet i land en dag senere.

### Land kampagnen
Fjendtlighederne fortsatte på et lavt niveau i flere måneder. I sommeren 1942, blev to brigader fra den britiske 5th Infantry Division flyttet til Indien. Den 22. juni, ankom den østafrikanske brigadegruppe (King's African Rifles) til Madagaskar. Den sydafrikanske 7th Motorized Brigade og den rhodesiske 27th Infantry Brigade (inklusiv styrker fra Østafrika) blev sat i land nogle uger efter østafrikanernes ankomst.
Den 10. september udførte 29th Brigade og 22nd Brigade Group en amfibie landgang ved Majunga, i nordvest, for at genstarte den allierede offensiv før regntiden. Fremrykningen var langsom for de allierede styrker. Udover de sædvanlige kampe mod fjenden, stødt de de ofte på forhindringer på hovedvejene lavet af Vichy-soldater. De allierede erobrede til sidst hovedstaden, Tananarive, uden meget modstand, og senere byen Ambalavao. Den sidste større aktion var ved Andriamanalina den 18. oktober. General Annet overgav sig nær Ilhosy, på den sydlige del af øen den 8. november.
De allierede mistede omkring 500 mænd i landgangen ved Diego Suarez, og 30 dræbte og 90 sårede i operationerne efter 10. september.

## Efterfølgende
Den frie franske general Paul Legentilhomme blev udpeget til højkommissær for Madagaskar. Den franske kontrol over øen varede ikke meget længe end forventet. Ligesom mange andre kolonier, søgte Madagaskar om selvstændighed efter krigen. I 1947, oplevede øen Madagaskar oprøret, en dyr revolution der blev knust i 1948. Det var ikke før 14. oktober 1958, omkring ti år senere, at den Madagaskiske Republik blev udråbt fra Frankrig.

## Fodnoter
1. ↑  Andre Wessels, "South Africa and the War against Japan 1941–1945", i Military History Journal (South African Military History Society) v. 10, no. 3 (juni 1996). Access date: 9. marts 2007.
2. 1 2  Wessels, Ibid.
3. ↑  Time Magazine, Arkiveret 14. oktober 2010 hos  Wayback Machine Arkiveret 14. oktober 2010 hos  Wayback Machine Arkiveret 14. november 2007 hos  Wayback Machine Arkiveret 14. oktober 2010 hos  Wayback Machine Arkiveret 14. oktober 2010 hos  Wayback Machine Arkiveret 14. oktober 2010 hos  Wayback Machine Arkiveret 14. oktober 2010 hos  Wayback Machine Arkiveret 14. oktober 2010 hos  Wayback Machine Arkiveret 14. oktober 2010 hos  Wayback Machine (engelsk) Madagascar Surrenders Arkiveret 14. oktober 2010 hos  Wayback Machine

## Eksterne links
- (engelsk) Bill Stone, 1998, "Operation Ironclad: Invasion of Madagascar"  Arkiveret 14. maj 2011 hos  Wayback Machine
- (spansk) exordio.com, ?, "Operación Ironclad"
- (engelsk) Outline of Japanese involvement

12°16′S 49°17′Ø / 12.27°S 49.28°Ø